# Lyell (Mondkrater)
Lyell ist ein Einschlagkrater auf der Mondvorderseite.
| Buchstabe | Position           | Durchmesser | Link |
| --------- | ------------------ | ----------- | ---- |
| A         | 14,31° N, 39,6° O  | 7 km        |      |
| B         | 14,34° N, 38,46° O | 5 km        |      |
| C         | 15,12° N, 39,39° O | 4 km        |      |
| D         | 14,89° N, 41,44° O | 17 km       |      |
| K         | 15,28° N, 40,86° O | 5 km        |      |

Der Krater wurde 1935 von der IAU nach dem britischen Geologen Charles Lyell offiziell benannt.